# Marian Rędzikowski
Marian Rędzikowski (ur. 13 sierpnia 1930 w Rębowie, zm. 11 października 2018 w Olsztynie) – polski technik odlewnik, poseł na Sejm PRL VI kadencji.

## Życiorys
Syn Antoniego i Weroniki. Uzyskał wykształcenie średnie. Był pracownikiem Zakładów Mechanicznych im. gen. Karola Świerczewskiego w Elblągu, pełniąc kolejno stanowiska technologa, mistrza i starszego mistrza produkcji. W 1968 objął funkcję kierownika działu odlewni żeliwa.
Był członkiem Związku Młodzieży Polskiej, a od 1958 Polskiej Zjednoczonej Partii Robotniczej, gdzie był I sekretarzem podstawowej organizacji partyjnej przy Wytwórni Metalurgicznej. W 1968 został absolwentem dwuletniego ekonomicznego Wieczorowego Uniwersytetu Marksizmu-Leninizmu. W 1972 uzyskał mandat posła na Sejm PRL w okręgu Tczew. Zasiadał w Komisji Handlu Wewnętrznego, w Komisji Nauki i Postępu Technicznego oraz w Komisji Przemysłu Ciężkiego i Maszynowego.
Pochowany 15 października 2018 na cmentarzu komunalnym w Dywitach.

## Odznaczenia
- Srebrny Krzyż Zasługi (1971)